# Гергард Тетер
Гергард Тетер (нім. Gerhard Thäter; 18 листопада 1916, Кіль — 15 лютого 2004, Ронненберг) — німецький офіцер-підводник, капітан-лейтенант крігсмаріне, фрегаттен-капітан бундесмаріне.

## Біографія
3 квітня 1936 року вступив на флот. З 3 квітня 1939 року — офіцер роти 6-го дивізіону корабельних гармат (Вільгельмсгафен). З січня 1940 року — командир корабля 2-ї, потім — 6-ї флотилії швидкісних катерів. З 30 червня по 2 грудня 1941 року пройшов курс підводника. З 3 грудня 1941 року — 1-й вахтовий офіцер на підводному човні U-568, на якому взяв участь у двох походах. З 20 квітня по 15 травня 1942 року пройшов курс командира човна, після чого був направлений на будівництво U-466. З 17 червня 1942 року — командир U-466, на якому здійснив 5 походів (разом 182 дні в морі). 5 липня 1944 року човен був важко пошкоджений внаслідок американського авіанальоту на Тулон. Щоб уникнути захоплення човна союзниками, 19 серпня Тетер затопив його. У вересні 1944 року направлений на будівництво U-3506. З 14 жовтня 1944 по 2 травня року — командир U-3506, одночасно в квітні 1945 року командував ротою морського протитанкового батальйону. 8 травня 1945 року взятий в полон британськими військами.
У 1956 році вступив у бундесмаріне. Певний час служив військово-морським аташе німецького посольства в Оттаві.

## Звання
- Кандидат в офіцери (3 квітня 1936)
- Морський кадет (10 вересня 1936)
- Фенріх-цур-зее (1 травня 1937)
- Оберфенріх-цур-зее (1 липня 1938)
- Лейтенант-цур-зее (1 жовтня 1938)
- Оберлейтенант-цур-зее (1 жовтня 1940)
- Капітан-лейтенант (1 жовтня 1943)

## Нагороди
- Залізний хрест
  - 2-го класу (грудень 1940)
  - 1-го класу (серпень 1943)
- Нагрудний знак швидкісних катерів (травень 1941)
- Нагрудний знак підводника (1 квітня 1942)
- Нагрудний знак «За поранення» в чорному (серпень 1943) — за поранення, якого зазнав під час атаки американського бомбардувальника «Ліберейтор» на U-466 24 липня 1943 року.